# Tumorsuppressorgen
Et tumorsuppressorgen er et gen (arveanlæg), som koder for et protein der dæmper cellers evne til at dele sig, eller medvirker til programmeret celledød (apoptosis). Mutationer i tumorsuppressorgener medfører ofte øget risiko for cancer eller godartede svulster.
For de fleste tumorsuppressorgener kræves det at begge cellens kopier muteres for at cellens vækst påvirkes. En vigtig undtagelse er p53, som kan udvise haploinsufficiens, dvs. at hvis cellens ene kopi af genet ikke er funktionelt har den lavere mængde af genproduktet en effekt på cellen.
Mange former for arvelig cancer bygger på nedarvning af en enkelt kopi (allel) af et muteret tumorsuppressorgen. Det gælder f.eks. FAP (fra engelsk familial adenomatous polyposis), hvor tumorsuppressorgenet APC (fra engelsk adenomatosis polyposis coli) er muteret. I første omgang resulterer det i polypper i tyktarmen, men ubehandlet vil der med tiden uvægerligt udvikles tyktarmscancer.
Arver en person to muterede kopier af et tumorsuppressorgen vil der typisk udvikles cancer meget tidligt, eventuelt så tidligt at fosteret aldrig bliver levedygtigt. Derfor er tale om X-bundet dominant af arvelig cancer via tumorsuppressorgener.

## Nogle eksempler
- BRCA1 er et gen på kromosom 17, der normalt hjælper med at undertrykke cellevækst.  En person, der arver visse mutationer (ændringer) i et BRCA1-gen, har en højere risiko for at få bryst-, æggestok-, prostata- og andre typer kræft, jvf. BRCA-mutation[2]

- BRCA2 er et gen på kromosom 13, der normalt hjælper med at undertrykke cellevækst.  En person, der arver visse mutationer (ændringer) i et BRCA2-gen, har en højere risiko for at få bryst-, æggestok-, prostata- og andre typer kræft.[3]

- CDKN2A, også kendt som cyclin-dependent kinase Inhibitor 2A, er et gen på kromosom 9. Genet koder for to proteiner der regulerer cellecyklussen.

- TP53 er et gen på kromosom 17, der koder for proteinet p53, der som DNA-bindende, overordnet regulerende protein forhindrer kræftdannelse.[1]